# Daniel Keller (Unihockeyspieler)
Daniel Keller (* 1999) ist ein Schweizer Unihockeyspieler, der beim Nationalliga-A-Verein WASA St. Gallen unter Vertrag steht.

## Karriere
Keller debütierte 2019 in der Nationalliga A für den HC Rychenberg Winterthur.